# James Tomkins (piłkarz)
James Oliver Charles Tomkins (ur. 29 marca 1989 w Basildon) – angielski piłkarz występujący na pozycji obrońcy w angielskim klubie Crystal Palace. Młodzieżowy reprezentant Anglii.

## Kariera klubowa
Tomkins swoją karierę zaczynał grając w juniorach West Hamu. Latem 2006 roku podpisał z tym klubem profesjonalny kontrakt. W drużynie Młotów a zarazem w Premier League zadebiutował 22 marca 2008 roku w spotkaniu przeciwko Evertonowi. Do końca sezonu 2007/2008 Tomkins wystąpił jeszcze w sześciu innych meczach.
27 listopada 2008 roku Tomkins został wypożyczony na pięć tygodni do Derby County. W nowej drużynie zadebiutował dwa dni później – 29 listopada – w przegranym 0:3 meczu z Burnley FC. Tomkins w Derby wystąpił łącznie osiem razy. 31 grudnia powrócił do West Hamu.
Po powrocie z wypożyczenia Tomkins stał się podstawowym zawodnikiem swojej drużyny. Pierwszego gola dla Młotów strzelił 4 kwietnia 2009 roku w wygranym 2:0 meczu z Sunderlandem. Sezon 2008/2009 Anglik zakończył występem w przegranym 1:3 spotkaniu z Evertonem w którym został ukarany czerwoną kartką.

## Kariera reprezentacyjna
Tomkins występował w reprezentacji Anglii U-15, U-16, U-17, U-19, a obecnie gra w kadrze U-21. W drużynie U-21 zadebiutował 8 czerwca 2009 roku w wygranym przez Anglików 7:0 meczu z Azerbejdżanem.